# Grace Denio Litchfield
Grace Denio Litchfield (ur. 19 listopada 1849, zm. 4 grudnia 1944) – amerykańska prozaiczka, poetka i dramatopisarka.

## Życiorys
Grace Denio Litchfield urodziła się 19 listopada 1849 w Brooklyn Heights w Nowym Jorku. Jej rodzicami byli prawnik Edwin Litchfield i jego żona Grace Hill Litchfield. Wiele z wczesnych lat spędziła w Europie. Po powrocie do Ameryki zamieszkała w Nowym Jorku. Przeżyła tam pięćdziesiąt kolejnych lat. Miała też letni dom nad jeziorem Minnewaska. Zmarła 4 grudnia 1944 w Goshen w stanie Nowy Jork w wieku 97 lat.

## Twórczość
Grace Denio Litchfield uprawiała prozę, poezję i dramat. Zadebiutowała powieścią Only an Incident wydaną w 1883. W 1897 wydała In the Crucible, relację o trzęsieniu ziemi na Riwierze Francuskiej. Wiersze i opowiadania drukowała w czasopismach The Harper's Magazine i Atlantic. Opublikowała kilka tomów liryków, jak Mimosa Leaves (1895) i Narcissus, and Other Poems (1908). Napisała też poemat epicki Baldur the Beautiful oparty na mitologii germańskiej. W 1913 wydała Collected Poems (Wiersze zebrane).